# Kamienica przy ul. Rybaki 57 w Toruniu
Kamienica przy ul. Rybaki 57 w Toruniu – kamienica zbudowana w 1901 roku, znajdująca się na Rybakach w Toruniu. Została zaprojektowana przez Konrada Schwartza. Po II wojnie światowej w budynku mieściła się Szkoła Podstawowa nr 13. W następnych latach w budynku znajdowała się m.in. siedziba Centrum Kształcenia Ustawicznego. Od 2018 roku budynek należy do Gminy Miasta Toruń. W 2023 roku kamienicę wystawiono na sprzedaż.
Budynek figuruje w gminnej ewidencji zabytków (nr 1053). Budynek został wpisany indywidualnie do rejestru zabytków 6 marca 2024 roku pod numerem A/1825.